# Karl Eduard Vehse
Karl Eduard Vehse (født 18. december 1802 i Freiberg i Sachsen, død 18. juni 1870 nær Dresden) var en tysk historisk forfatter.
Vehse skrev Das Leben und die Zeiten Kaiser Ottos des Grossen (1829, 3. udgave 1867), men blev mest kendt ved sin omfattende Geschichte der deutschen Höfe seit der Reformation (48 bind, 1851—59), et flittigt, men ukritisk samlerarbejde med stærk hang til skandalen. Han fik derfor 1856 i Preussen et halvt års fængselsstraf og udvistes af landet.